# Carol Gilligan

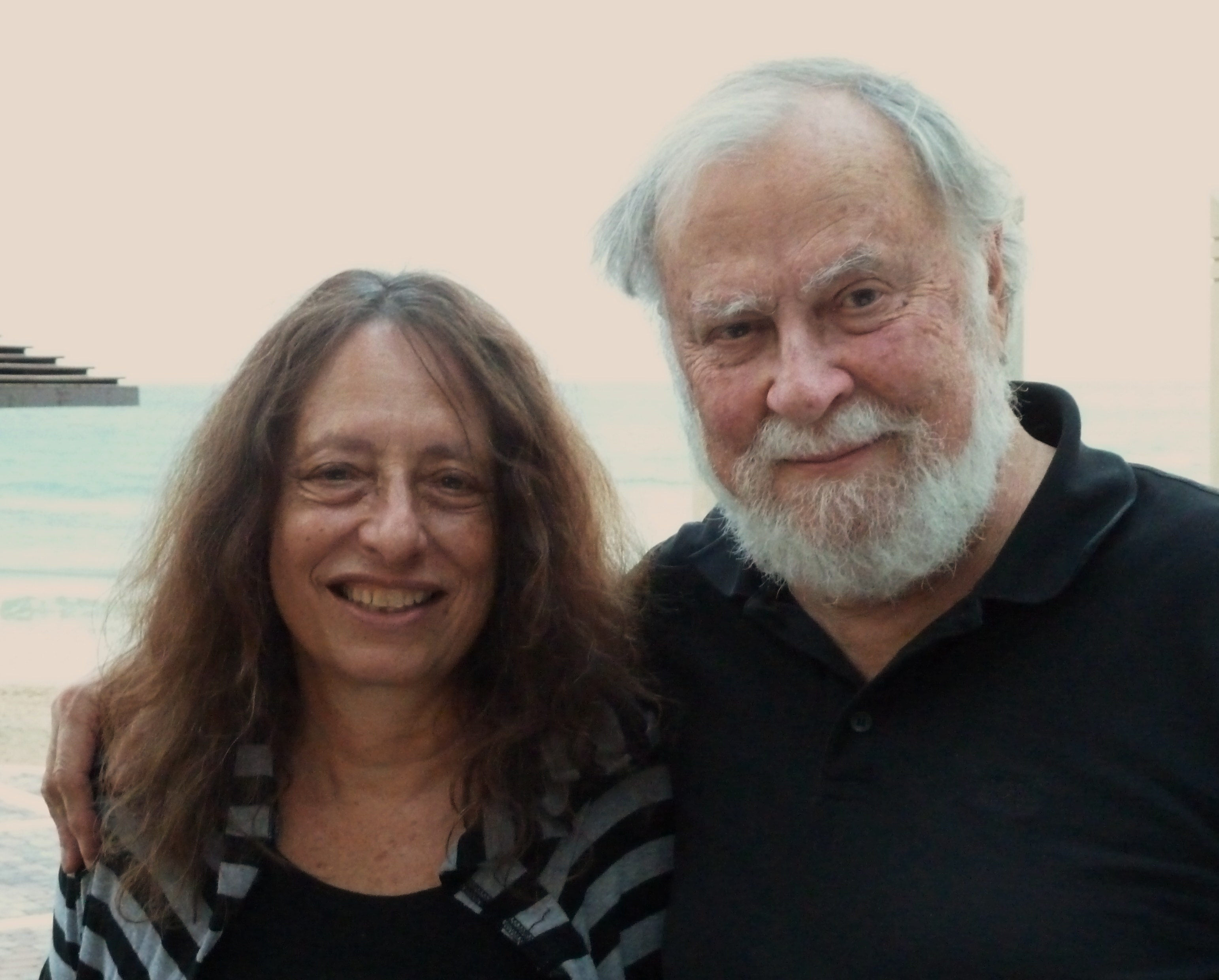
Carol Gilligan und James Gilligan (Haifa, 2011)

Carol Gilligan (* 28. November 1936 in New York City) ist eine US-amerikanische Psychologin und feministische Ethikerin.

## Biografie
Carol Gilligan studierte Englische Literatur am Swarthmore College, Psychologie am Radcliffe College sowie Sozialpsychologie an der Harvard University. Bekannt wurde sie durch die Kontroverse mit Lawrence Kohlberg in der Debatte Moralunterschiede bei Mann und Frau. Gilligan gründete später das Harvard Center on Gender and Education mithilfe einer Spende von Jane Fonda über 12,5 Mio. US-Dollar. Sie entwickelte dort eine Methode des Zuhörens. 2002 bekam sie eine Professur an der New York University. Dort befasst sie sich mit dem Widerstand gegen das Patriarchat. 1992 erhielt sie den Grawemeyer Award, 1998 den Heinz Award. 2025 wurde sie mit dem Kyoto-Preis ausgezeichnet.

### Kontroverse Gilligan vs. Kohlberg
Carol Gilligan hat sich auf dem Gebiet der Entwicklungspsychologie hauptsächlich mit der weiblichen Moral beschäftigt. Sie war lange Mitarbeiterin von Kohlberg, der das 6-Stufenmodell der Moralentwicklung entwarf, und hat die Theorie Kohlbergs erweitert. Gilligan ging davon aus, dass Männer aus abstrakten Gründen Moral infrage stellen, Frauen dies hingegen aufgrund enttäuschender Beziehungserfahrungen tun. Sie legte dar, dass die Selbstwahrnehmung von Frauen stärker in den sozialen Kontext eingebunden ist und sie deshalb in Studien zur Moralentwicklung, die an der Ausprägung der Autonomie orientiert sind, zwangsläufig ein durchschnittlich geringeres Niveau aufweisen als Männer.
Gilligan stellt der männlichen Gerechtigkeitsmoral eine weibliche Moral der Fürsorge (→ Care-Ethik) gegenüber. Frauen orientieren sich demnach bei moralischen Urteilen mehr am Beziehungs-, Interaktions- und Verantwortungsgefüge der an einer Problemsituation beteiligten Person, Männer dagegen eher an abstrakten Rechten und Pflichten. Gilligan sieht beide Moralarten, die weibliche und die männliche, strukturell als gleichwertig an.
Kritik
Christina Hoff Sommers entgegnete, Gilligan habe keine belastbaren Daten für ihre Thesen vorgelegt, nur 'Anekdoten', und einige ihrer Daten erschienen geradezu erfunden, denn sie weigere sich, diese öffentlich zugänglich zu machen. Ihre Behauptungen würden in der Forschung nicht bestätigt und müssten zunächst durch die Neurologie und Evolutionspsychologie evaluiert werden.
Debra Nails warf Gilligan eine selektive Stichprobenauswahl vor und das Vorgehen sei eher literarisch als wissenschaftlich zu nennen.

## Schriften
- Die andere Stimme. Lebenskonflikte und Moral der Frau. München 1982
- The Birth of Pleasure. Alfred A. Knopf, 2002
- Kyra. A Novel. Random House, 2008
- mit David A. J. Richards: The Deepening Darkness: Patriarchy, Resistance, and Democracy’s Future, Cambridge University Press, 2009